# 재생 가능 자원

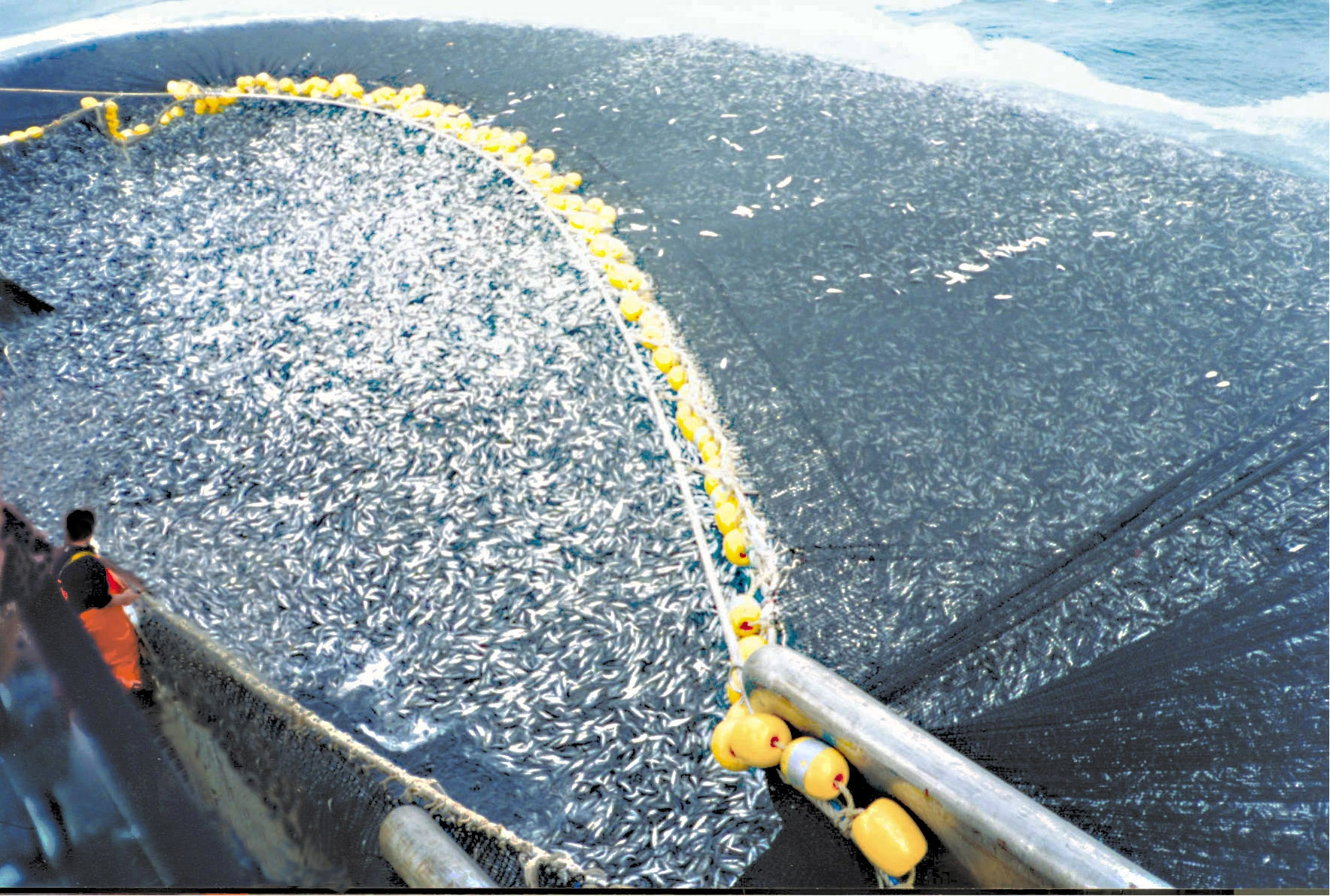
대양은 그 자체로 재생 가능 자원의 역할을 한다.

재생 가능 자원(renewable resource), 재생 자원 또는 흐름 자원(flow reource)은 인간 시간의 유한한 시간 내에 자연 재생 또는 기타 반복 과정을 통해 사용 및 소비로 고갈된 부분을 대체하기 위해 보충되는 천연 자원이다. 자원의 회수율이 인간의 시간 규모를 초과할 가능성이 거의 없는 경우 이를 영구 자원(perpetual resource)이라고 한다. 재생 가능 자원은 지구 자연 환경의 일부이자 생태계의 가장 큰 구성 요소이다. 긍정적인 수명주기 평가는 자원의 지속 가능성을 나타내는 핵심 지표이다.
재생 가능 자원의 정의에는 농산물과 같은 농업 생산과 어느 정도 수자원도 포함될 수 있다. 1962년 폴 알프레드 와이스(Paul Alfred Weiss)는 재생 가능한 자원을 다음과 같이 정의했다. "인간에게 생명, 섬유 등을 제공하는 살아있는 유기체의 전체 범위...". 또 다른 유형의 재생 가능 자원은 재생 가능 에너지 자원이다. 재생 가능 에너지의 일반적인 소스에는 태양열, 지열, 풍력이 포함되며 모두 재생 가능 자원으로 분류된다. 담수는 재생 가능한 자원의 한 예이다.

## 같이 보기
- 자연 자본
- 천연 자원
- 재생 불능 자원
- 재활용
- 자원
- 지속 가능한 발전
- 희소성

## 내용주
1. ↑  특히 영구적인 자원을 강조할 때 더욱 그렇다.